# Eckart Frahm
Eckart Frahm (* 25. Februar 1967) ist ein deutscher Altorientalist und seit 2008 Professor an der Yale University.
Frahm wurde 1996 an der Georg-August-Universität Göttingen promoviert und habilitierte sich 2007 an der Ruprecht-Karls-Universität Heidelberg unter Stefan Maul. Seine Forschungsschwerpunkte sind assyrische und babylonische Geschichte sowie mesopotamische Gelehrtentexte aus dem letzten vorchristlichen Jahrtausend. Gemeinsam mit Enrique Jiménez rief er das vom National Endowment for the Humanities finanzierte Cuneiform Commentaries Project der Yale University ins Leben, das die großen Corpora babylonischer und assyrischer Kommentarstexte digitalisieren soll.
Seit 2007 ist Frahm Mitglied des Deutschen Archäologischen Instituts.

## Schriften (Auswahl)
- Einleitung in die Sanherib-Inschriften (= Archiv für Orientforschung. Beiheft. 26). Selbstverlag des Instituts für Orientalistik der Universität Wien, Wien 1997, ISBN 3-900345-04-X.
- Babylonian and Assyrian text commentaries. Origins of interpretation (= Guides to the Mesopotamian Textual Record. 5). Ugarit-Verlag, Münster 2011, ISBN 978-3-86835-056-2.
- mit Michael Jursa: Neo-babylonian Letters and Contracts from the Eanna Archive (= Yale Oriental Series. Babylonian Texts. 21). Yale University Press, New Haven CT u. a. 2011, ISBN 978-0-300-16959-1.
- Geschichte des alten Mesopotamien (= Reclams Universal-Bibliothek. 19108). Reclam, Stuttgart 2013, ISBN 978-3-15-019108-8.
- Assyria. The Rise and Fall of the World’s First Empire. Basic Books, New York 2023, ISBN 978-1-5416-7440-0.